# Дорожный патруль
«Доро́жный патру́ль» — телевизионная программа, выходившая на российском телевидении с 1995 по 2008 год, изначально на телеканале ТВ-6, затем на телеканале «Россия». В период выхода на ТВ-6 пользовалась большой популярностью и регулярно входила в число самых популярных проектов этого телеканала.
По жанру авторы и корреспонденты воспринимали «Дорожный патруль» как информационно-познавательную программу, освещающую происшествия в российской столице за минувшие сутки, без прогнозов, аналитических комментариев, ставки на зрелищность или большое количество трупов, жестокости и насилия, попадавших в кадр. Главной задачей они ставили предостережение зрителей от поступков с трагическими последствиями — пожаров, аварий, дорожно-транспортных происшествий и прочих несчастных случаев.

## История

### ТВ-6 (1995—2002)
Программа стала первой в России криминальной сводкой происшествий за день. Она была запущена Кириллом Легатом, Дмитрием Корявовым и Леонидом Орловым. Легат, отработавший к тому времени на телевидении 15 лет и являвшийся страстным автомобилистом, всегда мечтал о создании собственной автомобильной передачи. В декабре 1994 года его давнюю идею удалось воплотить: вместе с Орловым и Корявовым Легат основал независимую телекомпанию «Аладдин», а ещё позже вместе с соучредителями на собственные деньги купил подержанный патрульный автомобиль. Уже 2 января 1995 года «Дорожный патруль» впервые появился в эфире на телеканале «ТВ-6 Москва».
В программе освещались все происшествия, произошедшие за сутки в Москве и области, с видеокадрами, отснятыми на месте произошедшего. За излишнее смакование в телеэфире кадров с трупами в натуралистических подробностях или же c участием жертв ДТП, насилия и других катастроф или несчастных случаев критики часто характеризовали программу времён ТВ-6 как одну из самых жёстких по показу убийств и автокатастроф передач на российском телевидении. Акцентировалось особое внимание на действиях милиции, пожарных, МУРа, ФСБ, таможенников, сотрудников ГИБДД, МЧС, спасателей, подстанций «Скорой помощи», Мосгаза и других городских служб. Также в программе часто размещались объявления о пропаже без вести тех или иных людей или о преступниках, объявленных в розыск, с указанием их особых примет и номеров телефона для тех, кто располагает эксклюзивной информацией об их текущем местонахождении.
Кирилл Легат вспоминал, что наиболее тёплые отношения у редакции сложились с пожарными, а специальные службы и органы внутренних дел (ГАИ, МУР и ФСК РФ) поначалу относились к ней скептически, опасаясь резкой критики в свой адрес. По возможности корреспонденты предоставляли слово свидетелям, участникам или соучастникам произошедшего, в случаях с убийствами — соседям по этажу. Если человек не желал разговаривать с журналистами, его речь и лицо в кадр не попадали. В случае намеренной фальсификации информации сотрудник, допустивший подобное со своей стороны, увольнялся из редакции без обоснования причин. В ряде случаев патрульные машины передачи приезжали на места совершённых преступлений едва ли не раньше, чем их достигали сотрудники милиции. Первый генеральный директор ТВ-6 Александр Пономарёв отмечал, что программа, полностью посвящённая обстановке на дорогах в Москве, была чрезвычайно востребована во всех регионах страны. Многие сетевые партнёры канала обязательно включали в свои ретрансляционные блоки «Дорожный патруль», поскольку московская ситуация на дорогах мало чем отличалась от аналогичной в других регионах России; схожее мнение высказывал и руководитель проекта Леонид Орлов.
Изначально над программой работало всего семь человек и одна патрульная машина. Двумя годами позже в ней работали уже 5 бригад и 3 патрульные машины. За всё время существования «Дорожного патруля» сменилось несколько патрульных машин. Первым автомобилем в программе был Chevrolet Caprice, позднее BMW 318i, С 1996 по 1997 год использовались Volvo 850, с 1997 года — Renault Espace, с 1997 по 1999 год — Renault Safrane, в 1999 году — Москвич-2142R5 «Князь Владимир» и Москвич-2141 «Святогор», с 2000 года — ВАЗ-2110, с 2003 года и до закрытия программы — ВАЗ-2111. В разные годы на патрульных машинах были изображены логотипы спонсоров передачи, логотип телеканала-вещателя, название программы чёрными буквами на жёлто-оранжевом фоне в одну строчку и логотип «ДП» в виде треугольника на переднем капоте.
Первые выпуски передачи (до апреля 1997 года) начинались со слов диктора: «База, по вашему первому сообщению выезжаем в *** административный округ Москвы» (в начале 1997 года — «База, по вашему первому сообщению выезжаем на бульвар (набережную, переулок, площадь, проезд, проспект, улицу, шоссе и другие)») или «**-ю неделю „Дорожный патруль“ на улицах нашего города. Пожары и перестрелки. Угоны автомобилей и взрывы. Аварии и убийства. Всё это наблюдали мы из окон патрульной машины». В более поздних выпусках 1990-х и 2000-х годов такого приветствия уже не было, программа начиналась с комментариев о произошедшем. Отличительная особенность программы — в течение 10-15 минут закадровый голос на фоне отснятых видеокадров с места происшествий рассказывает обо всех происшествиях в Москве и области за прошедшие сутки. Несколько раз за программу на экране показывалась инфографика «За прошедшие сутки в Москве произошло…» — об авариях, угонах автомобилей, пожарах и преступлениях, а также о работе скорой помощи (о последнем информировали только в 1997). Позднее у передачи появился слоган: «24 часа в сутки, 7 дней в неделю, 365 дней в году, в любую погоду „Дорожный патруль“ на улицах нашего города», использовавшийся в её анонсах, показывавшихся в межпрограммном пространстве с 1997 по 2000 год.
С 8 января 1995 по 20 января 2002 года по воскресеньям вечером или ночью (с повтором в понедельник утром или вечером) выходил финальный обзор «Дорожный патруль. Сводка за неделю», представлявший собой совокупность уже прошедших на неделе в передаче сюжетов с кратким одноголосым пересказом происшествий, чаще всего — без прямой речи свидетелей, сотрудников правоохранительных органов, задержанных и пострадавших. В последние дни декабря года уходящего или первые дни января года наступившего (в 2001 году эфир был 1 января) выходил ежегодный выпуск «Дорожный патруль. Годовая сводка», который представлял собой обзорный показ происшествий, случавшихся в Москве в течение всего уходящего года. Для 10 минут итогового обзора авторы выбирали 15 наиболее заметных случаев из 1500 сюжетов, снятых за год.
С 10 октября 1998 по 19 января 2002 года существовала также передача «Дорожный патруль: расследование» (выходила по субботам вечером, с 7 апреля 2001 года — днём, с повтором в воскресенье), которая представляла собой документальное социально-публицистическое приложение к ежедневной программе, в которой авторы и ведущий-повествователь (дольше всего им был Сергей Колесников) рассказывали о преступлениях и социальных аномалиях, имеющих место в повседневной жизни, или же о раскрытии какого-либо громкого преступления последних лет в подробностях. Во времена, когда передачу вёл Сергей Варчук, выпуски под этим названием также часто могли рассказывать об отдельных эпизодах войн на Северном Кавказе (Дагестанская и вторая российско-чеченская военные кампании), после его ухода в сентябре 2000 года программа вернулась к расследованию только бытовых преступлений и рассказам о социальных аномалиях и эксцессах. Тем не менее, «Дорожный патруль: расследование» была уже не первой передачей этой творческой группы, которая разбирала одно конкретно взятое преступление в деталях. За 2 года до этого, в 1996 году студия «Аладдин» в течение некоторого времени выпускала для канала ОРТ программу под названием «Операция» (спин-офф «Дорожного патруля»), в которой были: смежное графическое оформление текстов, подача видеоматериала на месте действия и при перемещении на него, звуковые подложки на титрах, стиль заставок, а также ведущий в кадре и закадровый голос (Дмитрий Матвеев).
Частотность выхода в эфир программы в разные годы варьировалась. В середине 1990-х она выходила 2 раза в день утром и ночью. Примерно с конца 1990-х годов передача стала выходить с обновлением информации и несколько раз в день с 3-4 выпусками — в 6:45 или 8:45, 18:15, 22:40 и с финальным выпуском в районе часа ночи. В выходные дни у передачи не было постоянного времени выхода в эфир, и она выходила в плавающем графике с двумя выпусками: утренним в районе 6:45-8:45 и ночным в районе 0:45. В начале 2000-х годов актуализация выпуска происходила дважды в день. Вечером в 18:15 и в 22:40 программа обновлялась посредством включения в неё новых сюжетов. Повторы передачи выходили в эфир в 1:40 и в 8:45 (утренний повтор в 8:45 существовал до 2000 года, с 2000 он был перемещён на 6:45). С 16 ноября 1998 по 29 сентября 2000 года программа, выходившая в 8:45 по будням, завершала утренний блок информационно-развлекательного телеканала ТВ-6 «День за днём», а со 2 октября 2000 по 31 августа 2001 года, в связи с перемещением границы начала вещания канала ТВ-6 на 6:00, выпуск в 6:45 стал выходить внутри утреннего канала, разбивая его трансляцию на две неравные части. С 2000 по 2001 год во время демонстрации передачи в утреннее время часы с показом реального времени от программы «День за днём» в правом верхнем углу не отображались, поскольку эфирный промежуток с 6:45 до 7:00 не подчинялся Службе утреннего вещания МНВК.
В 1999 году в творческом коллективе наступило критическое время: к тому моменту из трёх начинавших «Дорожный патруль» сотрудников (Корявов, Легат и Орлов) в программе остался только её руководитель Леонид Орлов (Корявов и Легат ушли с ТВ-6 ещё в середине 1990-х на канал РТР вслед за Эдуардом Сагалаевым), а сама передача, как и издававшийся одновременно одноимённый журнал, оказалась крайне убыточной. Газета «Московский комсомолец» так описывала положение, сложившееся в редакции на тот момент:

Продолжается распад программы «Дорожный патруль». Сначала из трёх зачинателей программы у руля «ДП» остался один — некто Леонид Орлов. Теперь программа и вовсе стала нерентабельной. Положение усугубляет убыточный журнал «Дорожный патруль». Орлов вместе со своей командой потеряли название «Дорожный патруль»: в результате конфликта оно осталось у учредителей. Руководство ТВ-6 должно теперь решить, что (кто) ему дороже: марка «Дорожный патруль» или команда Леонида Орлова, готовая делать то же самое под другим названием.

Как следствие, в том же году руководителем программы вместо Орлова был назначен Алексей Дробышев, но уже через год должность перешла обратно к прежнему руководителю. Позднее производство передачи перешло к ООО «Телетрест» (учредителем и руководителем компании был Леонид Орлов).
После прихода на канал команды Евгения Киселёва программа (включая еженедельные приложения) осталась в эфире ТВ-6. При этом в связи с реконструкцией сетки вещания на ТВ-6 изменилось время выхода некоторых выпусков «Дорожного патруля»: летом 2001 года выпуск в 18:15 переместился на 20:40 (в конце августа — на 18:40), а выпуск в 22:40 переместился на 23:40. С 3 сентября программа стала выходить в 15:40 и 18:40, утренние и ночные таймслоты остались без изменений. При этом утренний повтор в 6:45 с того же дня стал открывать эфир ТВ-6, а выпуск в 23:40 в связи с постепенным расширением поздневечернего программного вещания канала был убран — остался только эфир в таймслоте от 0:35 до 2:00.
22 января 2002 года телеканал ТВ-6 был отключён от эфира, после чего программа некоторое время не транслировалась. При этом в архиве сайта net-film в середине 2010-х годов были выложены смонтированные и подготовленные к эфиру ежедневные выпуски с обзором происшествий за период с 22 января по 3 февраля 2002 года, с графическим оформлением плашек и текстов версии декабря 2001 года и продолжительностью от 2-3 до 10 минут.

### РТР/Россия (2002—2008)
В феврале 2002 года «Дорожный патруль» переходит с закрытого ТВ-6 на государственный телеканал РТР (позже — «Россия»). Первый выпуск передачи на РТР состоялся 11 февраля. Тематика программы осталась без существенных изменений.
В первые годы её существования время выхода в эфир в разные недели варьировалось: первое время она выходила дважды — в утреннем блоке «Утро на РТР» в 7:10 и вечером в 17:30. 26 и 27 февраля был показан ещё один выпуск в 22:40. С 11 марта программа стала выходить только в рамках утреннего блока «Утро на РТР» в 6:40 и 8:30 (в этом таймслоте она транслировалась до 28 июня, а в печатных программах передач прописывалась до 5 июля), спустя неделю (18 марта) был восстановлен вечерний выпуск, который выходил в 17:20 до 18 апреля. 27 мая он снова был восстановлен и стал выходить поздно вечером в 22:45 до 20 июня, а с 1 июля — в 18:05 (в случае выпадения прямой трансляции матча чемпионата России по футболу программа в этом таймслоте не выходила). В течение августа-сентября программа выходила только с одним выпуском рано утром в 6:40, а после создания передачи «Доброе утро, Россия!» временно не упоминалась в печатных программах передач. 23 сентября программа стала выходить только поздно ночью во временном промежутке с 1:00 до 3:00.
Первая неделя вещания «Дорожного патруля» на РТР (с 11 по 17 февраля 2002 года) была единственной, где выходили выпуски программы в субботу и воскресенье (они выходили с одним выпуском утром в 7:50 и 7:10 соответственно), после этого выход программы в выходные дни был прекращён. Еженедельные приложения «Дорожный патруль. Сводка за неделю» и «Дорожный патруль: расследование», а также ежегодный выпуск «Дорожный патруль. Годовая сводка» прекратили существование, поскольку при переходе на РТР места в сетке вещания для них не нашлось. Также из программы исчезли все спонсорские рекламные ролики товаров для автомобилей, автосервисов, фирм и магазинов, обрамлявшие передачу у предыдущего вещателя, а логотипы спонсоров с патрульной машины были убраны. Кроме того, все плашки в программе на РТР стали располагаться не справа, как это было на ТВ-6, а слева (так как с 2001 по 2002 год логотип РТР располагался в правом нижнем углу), где и оставались вплоть до окончательного закрытия передачи.
Со 2 декабря 2002 года был восстановлен вечерний выпуск в 17:50, который выходил в так называемом региональном блоке программ телеканала «Россия» (он просуществовал до 8 августа 2003 года). После их перераспределения в пользу программы «Вести-Москва» (где до 2005 года иногда транслировались некоторые сюжеты «Дорожного патруля»), с 11 августа 2003 года, программа стала выходить в эфир только один раз в день поздно ночью (в таймслоте 1:00-4:00). В последние годы существования показывались только сюжеты о ДТП и иногда сюжеты о пожарах и преступлениях, которые показывались на постоянной основе до 2003 года. Кроме того, в последние годы существования количество откровенных видеокадров «не для слабонервных» в программе значительно уменьшилось по сравнению с ранними выпусками. Изменение формата программы могло быть связано с политикой тогдашнего руководителя правовых программ телеканала «Россия» Юрия Шалимова, воспринимавшего «Дорожный патруль» как программу только о ДТП, а возникшую и созданную под его управлением передачу «Вести. Дежурная часть» — о криминале и деятельности пожарных, МЧС и спецслужб в целом.
В декабре 2008 года программа «Дорожный патруль» была окончательно закрыта из-за низких рейтингов. 11 января 2009 года её ночной таймслот (2:20) в программной сетке занял повтор итогового выпуска программы «Вести. Дежурная часть» (несмотря на это, до 16 января 2009 года программа продолжала упоминаться в телевизионных сетках печатных изданий).

## Награды
Программа дважды номинировалась на премию в области телевидения ТЭФИ — в 1996 и в 1999 году.

## Мнение о телепередаче
Психолог Анна Хныкина объясняет причину популярности программы следующим образом:

Эмоция страха — это инструмент инстинкта самосохранения, и, поскольку он служит защитой от смерти, такой «звоночек» звучит в голове громче, чем другие. Это свойственно всем людям, так устроен человек. Страх появляется тогда, когда мы в опасности. Почему программа «Дорожный патруль» популярней, чем какая-нибудь кулинарная передача? Когда мы видим страшное, у нас срабатывают самые глубокие и мощные защиты, которые предупреждают, что мы в опасности и надо себя поберечь. Они нам как бы говорят: «Стоп! Обрати внимание!». Опасность приводит людей в тонус.

## Размещение

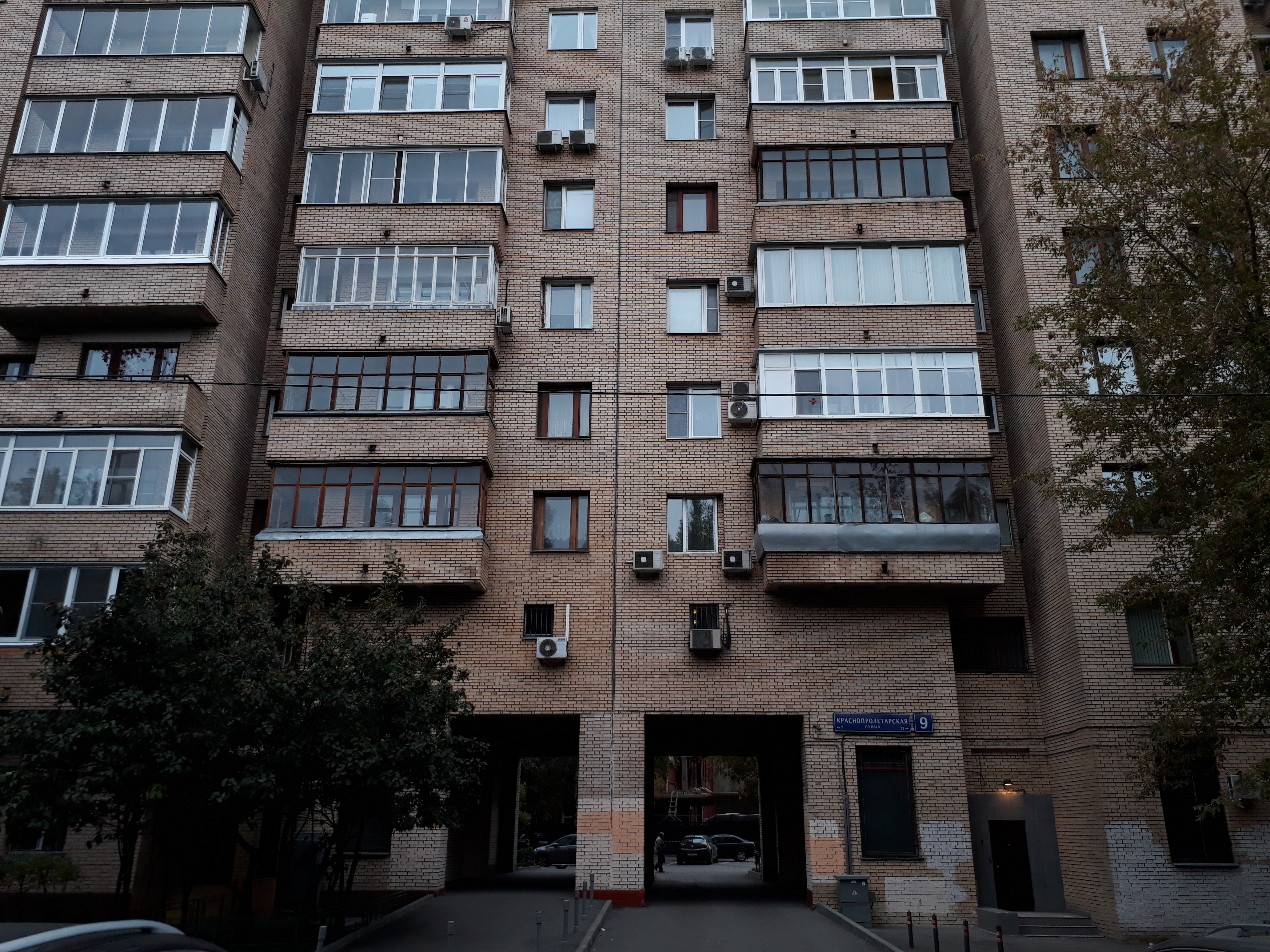
Дом № 9 на Краснопролетарской улице, ст. м. «Новослободская» — здание редакции программы с 1995 по 2000 год

С основания по 2000 год редакция программы «Дорожный патруль» размещалась на Краснопролетарской улице, в доме № 9. Когда программа отошла к ООО «Телетрест», зарегистрированному по адресу Улица 10-летия Октября, дом № 9, офис переехал на Киностудию им. Горького.

## Бригада «Дорожного патруля»
В качестве сотрудников передачи в разное время выступали ныне известный обозреватель программы «Вести» на телеканале «Россия-1» Андрей Медведев (в конце 1990-х работал на НТВ в программах «Криминал» и «Чистосердечное признание»), кинорежиссёр Павел Бардин и ныне корреспондент телеканала «Москва 24» Андрей Штукатуров. Также в разное время в передаче работали корреспонденты Дмитрий Неклёсов (затем работал на НТВ), Владимир Емельянов, Андрей Кузин (затем главный редактор передачи), Карен Таривердиев, Георгий Осипов, Алексей Иванников, Алексей Ховрин, Татьяна Садретдинова и Андрей Муханов (затем работал на ТВС, «Третьем канале» и ДТВ). Известный оператор Евгений Лагранж (позже работавший на каналах НТВ и «Россия») начал работу на телевидении с «Дорожного патруля» во второй половине 1990-х годов; вместе с ним в передаче в тот же период работали операторы Олег Одонович, Станислав Скрипник (затем ушли на НТВ), Борис Беляев и Виктор Воронин.
Выпускающим редактором «Дорожного патруля» в период с 1997 года работала Евгения Гуцалова. Главными редакторами программы в разное время являлись Андрей Кузин и Андрей Черешнев.
В программе почти всегда звучали 2 голоса — мужской и женский. Первые выпуски передачи озвучивали её авторы Кирилл Легат и Леонид Орлов, а также актёры Дмитрий Матвеев и Марина Бакина. С 1996 года программу за кадром озвучивали артист Театра Российской армии Сергей Колесников и Марина Бакина (с 1997 по 2000 год — Елена Валюшкина, с 2000 по 2008 год — Татьяна Погоржельская). Сначала женский (иногда — мужской) голос за кадром говорил зрителям, на какой улице произошло то или иное происшествие, затем мужской голос (Кирилл Легат, Леонид Орлов, Дмитрий Матвеев, Сергей Колесников) рассказывал о самом происшествии, его последствиях и результате. В озвучивании «Сводки за неделю» на ТВ-6 принимал участие только Сергей Колесников (ранее — Дмитрий Матвеев). Иногда женского голоса могло не быть и в отдельных ежедневных выпусках передачи. Часть выпусков 2001—2002 годов, а также часть выпусков 2007 года вместо Сергея Колесникова озвучили резервные голоса программы. В программе «Дорожный патруль: расследование» с октября 1998 по октябрь 1999 года и с сентября 2000 по январь 2002 года Сергей Колесников выступал не только как закадровый голос, но и как ведущий в кадре. С октября 1999 по август 2000 года ведущим этой же программы был актёр Сергей Варчук, с участием которого даже была сделана индивидуальная заставка (с возвращением Сергея Колесникова была восстановлена старая, смежная с той, что показывалась и в остальных выпусках). Женский голос появлялся на заставке с указанием номера телефона в конце передачи. Тем не менее, в некоторых выпусках конца 1990-х и начала 2000-х годов голос Колесникова также мог объявлять номер телефона при показе соответствующей заставки. До середины апреля 1997 года женский (реже — мужской) голос также цитировал инфографику.
В течение почти всего периода существования программа и её приложения завершались титрами, где, помимо слов благодарности органам правопорядка и безопасности (до 2002 года), перечислялась вся работавшая на выпуск бригада корреспондентов и операторов, а также руководство передачи. С 1996 по 1997 и с 2000 по 2002 год перечисление персонала передачи во всех без исключения выпусках отсутствовало, на копирайте или на словах благодарности экран затухал.

## Региональные версии
В начале 2000-х годов существовали также региональные версии «Дорожного патруля», освещавшие ситуацию на дорогах в регионах России. В частности, такие выпуски существовали у регионального филиала ТВ-6 в Кемерово, которые использовали заставку от московской версии программы (1997—2000), а также частично копировали оформление её инфографики и плашек опознания места и лиц по состоянию на 2000—2001 годы. В настоящее время на башкирском телеканале БСТ существует программа «Дорожный патруль-Уфа», использующая схожий формат и придерживающаяся схожих целей, но при этом сопровождающаяся подводками телеведущего.

## Связанные проекты
С 1997 по 2000 год редакция программы также занималась выпуском ежемесячного общественно-политического антикриминального журнала под названием «Дорожный патруль».

## Пародии
- В программах «Раз в неделю» и «ОСП-студия» была пародийная рубрика «Осторожный патруль» (позднее «Смешной патруль»).
- В 2010 году, спустя полтора года после закрытия, программа была спародирована в одном из выпусков телепередачи «Большая разница» на «Первом канале»[112].